# Växling (tåg)
Växling är ett färdsätt för att flytta spårfordon enligt definition i Transportstyrelsens Trafikföreskrifter (TTJ). Andra färdsätt är tågfärd och spärrfärd. Växling utföres vanligen på bangårdar och avser ofta tågbildning, det vill säga att rangera om vagnar i inkommande tåg till nya avgående tåg. Växling avser också att förflytta spårfordon från ett spår till ett annat inom en driftplats. 

## Bakgrund
En av järnvägens tidiga fördelar var att flera vagnar kunde kopplas ihop och dras av endast ett lok. Vid stationer kunde vagnar kopplas loss och senare kopplas till ett annat tåg. Man slapp lasta om. Även vissa personvagnar kopplades om för att passagerarna skulle slippa byta vagn. Detta betydde att man tidigt standardiserade järnvägskoppel och sedermera införde avgiftssystem för när till exempel en godsvagn växlades över till ett utländskt tåg.
Det visade sig dock att växlingsarbete var farligt. Man kunde klämmas till döds när vagnar skulle kopplas ihop. Man kunde bli överkörd av rullande vagnar. Gods kunde skadas vid hårda sammanstötningar. Växlar kunde "köras upp" när man glömde lägga om dem. Vagnar kunde komma in på ett huvudspår och köras på av passerande tåg. Man började därför omgärda växlingsarbetet med stränga regler och införde speciella optiska signaler och skyddsväxlar. Titta gärna på SJ:s sevärda utbildningsfilm "Där vagnarna rulla" om Hallsbergs rangerbangård från 1943 på Youtube. Fyra delar, cirka 30 minuter..
Från slutet av 1900-talet försökte man minska eller automatisera växlingsarbetet. Nya persontåg var nästan alltid permanent hopkopplade motorvagnar utan lok. Godstågen dirigerades till ett fåtal stora rangerbangårdar, där rangeringen blir effektiv och snabb. Intelligenta godståg med fjärrstyrda automatkoppel är verklighet i till exempel USA.

## Växlingsformer
Citat ur TTJ: "Växling används huvudsakligen för att flytta spårfordon inom driftplatser – på både huvudspår och sidospår. Växling kan också användas för att flytta spårfordon på huvudspår på linjen under förutsättning att växlingen sker medan en tågfärd eller en spärrfärd gör uppehåll på platsen. All växling ska ske som siktrörelse. Om ett växlingssätt innehåller småfordon, och därför inte med säkerhet kortsluter spårledningen, gäller särskilda regler för vissa situationer".
Det finns således ett antal typfall för växling:
- Flytta spårfordon mellan olika spår på en driftplats.
- Tågbildning. Att koppla ihop ett antal vagnar och ett lok till ett godståg eller persontåg.
- Koppla loss eller koppla till en eller flera vagnar från ett godståg för att lossa/lasta dessa. Sker vanligen på en linjeplats eller en driftplats med anslutning till kapillärnätet.
- Rundgång. Flytta loket till andra änden av tågsättet, när ett tåg ska vända.
- Rangering på en större bangård där ett antal inkommande godståg kopplas isär till grupper med olika destinationer, som därefter kopplas ihop till nya tåg till dessa destinationer.

## Organisation

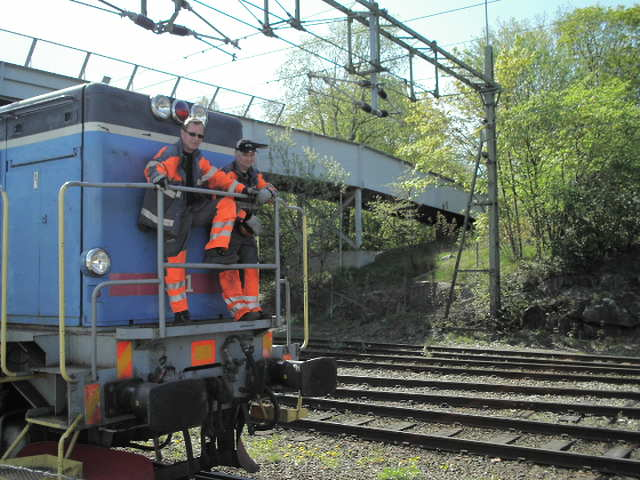
Fjärrmanövrerad T44 kör framåt på bangården under växlingsarbete vid Värtans station 2009. Tillsyningsman och tillika "Förare" är mannen till höger som har styrenheten hängande under bältet.

I enkla fall, till exempel rundgång, är det tågklareraren som lägger växlingsvägar genom att styra signaler och växlar.
I andra fall är det en tillsyningsman som själv lägger växlar åt rörelsen. Tillsyningsmannen är alltid den som ansvarar för rörelsen. Föraren kan vara tillsyningsman i de flesta fall. Tillsyningsmannen sköter all kontakt med tågklareraren som tillser att området för växlingen blir avlyst från annan trafik. Det är vanligt med radiostyrda växellok som hanteras av tillsyningsmannen.
Vid stora rangerbangårdar kan man ha speciella personer med tågklarerarfunktion för växlingen som sitter i ett kontrolltorn och kan manövrera växlar, rangerbromsar och stoppbockar. Hallsberg var tidigare ett sådant område men den funktionen togs bort 2004 då bangården byggdes om.
För all växlingen gäller normalt samma regler, men några regler kan avvika beroende på vilket säkerhetssystem banan eller bangården har (system H/M/S/F/R eller E1/E2/E3).

## Teknik

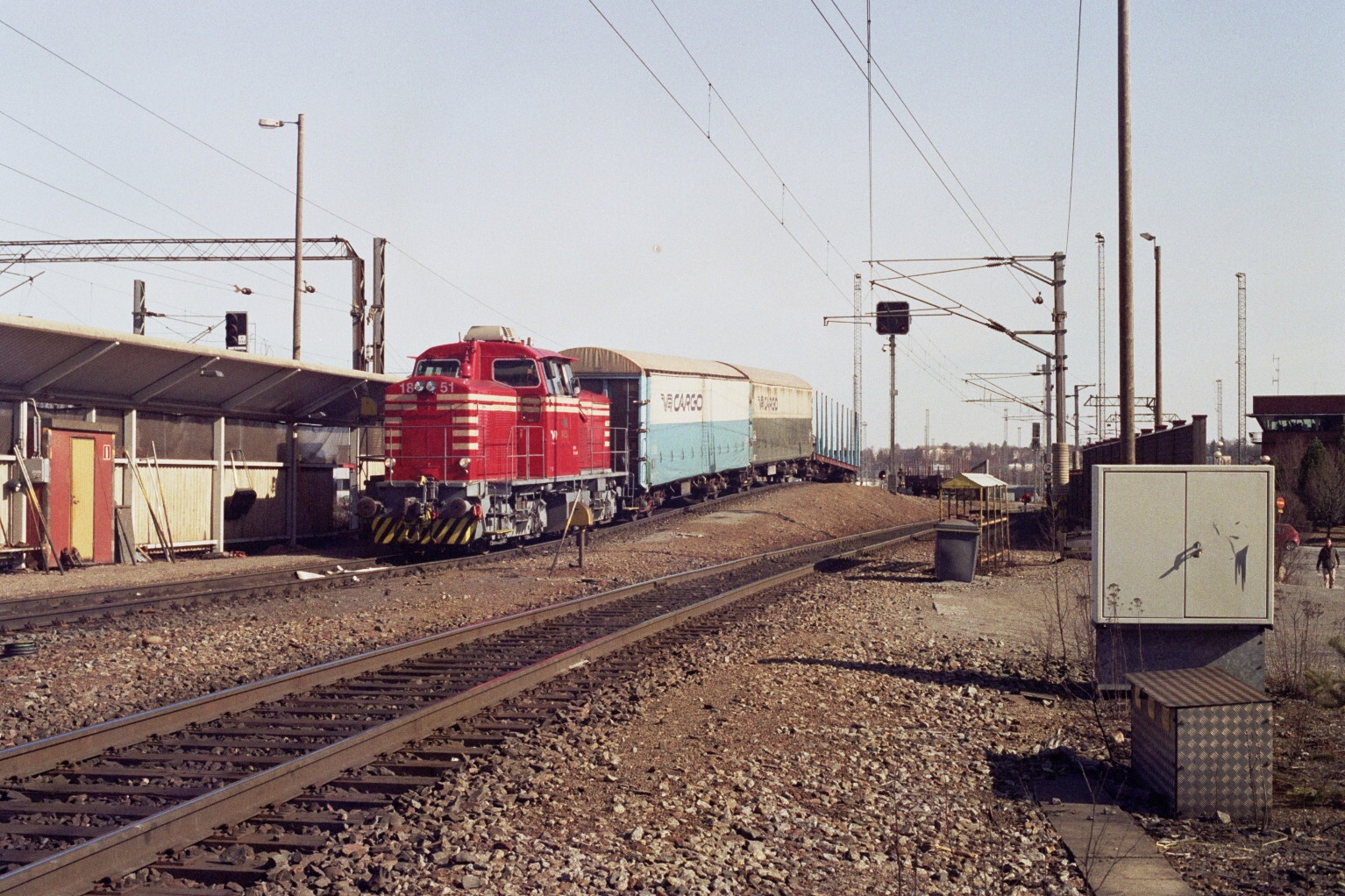
Ett Dr14-lok skjuter vagnar uppför växlingsvallen på bangården i Viinikka i Tammerfors.

Det finns i princip tre sätt att växla:
- Planväxling (Harpning): Föra samman två eller flera (grupper av) spårfordon med ett växellok och koppla ihop/isär dem. Det sker på bangårdar, driftplatser, linjeplatser, industrispår, osv.
- Skjutsning: Man lossar först ett koppel. Därefter låter man loket accelerera, men sedan bromsas, varvid de bortkopplade vagnarna själva rullar in mot det nya fordonssätt som ska bilda det nya tåget. Där står en man med en bromssko på lagom avstånd för att minska farten.
- Släppning: Man lossar först kopplen (på flera ställen). Därefter körs växlingssättet över en vall varvid första vagnarna släpper och rullar utför vallen in på det spår de ska till. Sedan läggs växlarna om och man kör fram lite så nästa vagn släpper och rullar in på sitt spår och så vidare. De parallella mottagande spåren kallas ibland en harpa.

För uppbromsningen används vid större bangårdar olika rangerbromsar som automatiskt tar ner de rullande vagnarnas hastighet. Vagnarna stoppas där spåret tar slut med en stångsläde. Man kan även ha fällbara stoppbockar för att hindra att vagnar rullar utanför växlingsområdet.
När ett nytt tåg bildats måste bromsprov utföras. Vid större bangårdar kan ske med hjälp av speciella fjärrstyrda kompressoranläggningar.
I USA, Ryssland och många andra utomeuropeiska länder används automatkoppel som är mycket säkrare och klarar större belastning. Det finns numera även "intelligenta godståg" där man kan fjärrstyra hop- och isärkopplingen.
Man har ofta även speciella optiska signaler, dvärgsignaler, för att styra växlingen.